# Néoréalisme (philosophie)
Dans le contexte de la philosophie américaine, le néoréalisme est un mouvement philosophique issu  du pragmatisme qui a émergé au début du XXe siècle à Harvard. Certains philosophes non américains mais de langue anglaise, comme Samuel Alexander, y sont associés.
Le néoréalisme soutient principalement une théorie de la perception et de la connaissance fondée sur l'idée que la relation entre le sujet et l'objet est directe et objective. Cette relation est fondamentalement du même type que celle qui peut unir deux objets physiques dans l'espace .

## Manifeste de 1910
C'est en 1910 que se manifeste pour la première fois le néoréalisme sous la forme d'un article collectif intitulé : « A Program and First Platform of Six Realists ». Les six auteurs « réalistes » en question sont William Montague, Ralph Perry, Edwin  Holt, Walter Pitkin, Edward Spaulding et Walter Marvin. Tel qu'il est défini dans ce programme, le néoréalisme comprend essentiellement trois thèses :
1. la thèse existentielle du sens commun : les entités individuelles (« individus ») existent, même quand nous n'en avons pas conscience
2. la thèse substantialiste « platonicienne » : les caractéristiques naturelles (« essences » ou « universaux ») dont nous avons conscience subsistent quand nous n'en avons pas conscience
3. la thèse « présentative » concernant la perception : les choses sont « saisies directement, et non indirectement par le moyen de copies ou d'images mentales »[2]

Ces trois principes du néoréalisme confortent le sens commun et le réalisme naïf qui lui est associé. Pour le réaliste naïf comme pour le néoréaliste, écrit Montague, « les choses connues peuvent continuer à exister sans changement quand elles ne sont pas connues » et « l'existence d'une chose n'est pas liée au fait ni ne dépend du fait que quelqu'un en fait l'expérience, la perçoit, la conçoit ou en est conscient d'une quelconque manière ». Montague va même jusqu'à déclarer que le néoréalisme n'est en définitive que « le réalisme ordinaire que nous voulions faire revivre et défendre en lui ajoutant le platonisme et en lui enlevant la théorie dualiste ou théorie-copie de la connaissance ».

## Néoréalisme, pragmatisme et idéalisme

### Héritage pragmatiste
Le néoréalisme est le second mouvement philosophique proprement américain après le pragmatisme dont il est l'héritier. Il partage le souci qu'avait Charles Sanders Peirce, l'un des premiers philosophes pragmatistes, de sortir la philosophie du « marais psychologique »  dans laquelle elle s'enlisait avec l'« introspectionnisme » et l' intuitionnisme, pour la porter sur le terrain solide des sciences objectives et expérimentales de la nature. Il partage également sa volonté d'affranchir la philosophie de l'ancienne logique prédicative, dominante depuis Aristote, au profit d'une logique formelle et symbolique des relations, plus proche des mathématiques par son formalisme. 
Le néoréalisme emprunte à l'autre grande figure du pragmatisme, William James, trois idées sur lesquelles il bâtira son système :
1. La conscience n'est pas une entité ou une substance mais une fonction.
2. Il existe antérieurement à la division de l'être entre matière et esprit, ou entre pensées et choses, une « expérience pure », ni physique ni mentale mais neutre (monisme neutre).
3. L'expérience ne peut pas non plus être divisée entre conscience et contenu de conscience.

Le néoréalisme en tire la conclusion que la relation entre la conscience et le monde qu'elle perçoit constitue une même réalité qui peut être objectivée par les sciences de la nature.

### Critique de l'idéalisme
Comme le pragmatisme, le néoréalisme s'oppose directement à l'idéalisme qui, dans les universités américaines, occupaient encore une position dominante avec l'héritage des disciples de Hegel qui avaient diffusé aux États-Unis, comme au Royaume-Uni, diverses variantes d'idéalisme absolu (dit « objectif »). 
Les néoréalistes se sont d'abord attaqués à l'idéalisme sur le front de la question des relations, avec en particulier l'article de Ralph Perry publié en 1910 et intitulé : « The Ego-centric Predicament ». Perry y affirme qu'il est « nécessaire de distinguer entre la situation de connaissance où le prédicament égo-centrique [relation sujet-objet] est un véritable prédicament, et les autres types d'existence qui sont connus ; car, parmi les relations connues, il y a la relation d'indépendance. » Il exprime là l'idée que la relation du sujet à l'objet (« prédicament égo-centrique ») qui caractérise aussi bien la perception que la connaissance n'est qu'une relation objective parmi d'autres, qui n'a aucune nécessité. Le monde n'existe donc pas nécessairement dans la représentation que nous en avons, et en tant qu'il est « réel », son existence en est même indépendante (« relation d'indépendance »). 
C'est cette thèse anti-idéaliste de l'indépendance du monde qui conduit Perry à affirmer que « la métaphysique ne dépend pas d'une théorie de la connaissance » et à remettre en cause ainsi les fondements épistémologiques de l'idéalisme. Aux États-Unis, l'idéalisme ne se relèvera pas des attaques portées contre lui par les néoréalistes.

## Doctrine des relations externes
La doctrine des relations externes soutient qu'il existe des relations en plus des termes qu'elles relient et que chaque terme et chaque relation peut être conçu séparément. D'après le néoréaliste Edward Spaulding, cette théorie comprend trois thèses principales :
1. « Le terme et la relation sont des éléments ou entités (immuables) ».
2. « Un terme peut se trouver dans une ou plusieurs relations avec un ou de nombreux termes ».
3. « N'importe lequel de ces termes et quelques-unes de ces relations pourraient être absents ou d'autres termes et relations pourraient être présents sans qu'il en résulte le moindre changement pour les termes ou relations restants ou déjà présents »[2].

Walter Marvin résume cette position de façon plus formelle de la façon suivante :
« Dans la proposition : le terme a est dans la relation R avec le terme b, aR ne constitue à aucun degré b, ni Rb ne constitue a, ni R ne constitue a ou b. »
La doctrine des relations externes trouve son équivalent à la même époque dans l'atomisme logique défendu par Bertrand Russell.

## Thèse de la « présentativité » de la connaissance
Selon la thèse de la « présentativité » de la connaissance, la connaissance est une relation comme les autres qui relie physiquement les objets de connaissance aux systèmes sensoriels et cognitifs de ceux qui en prennent connaissance. 
Dans le manifeste de 1910, William Montague déclare que la connaissance « appartient au même monde que son objet. Elle a sa place dans l'ordre de la nature. Elle n'a rien de transcendantal ou de surnaturel. » Par conséquent, ajoute Ralph Perry dans le même texte, tout objet est « directement présent à la conscience ». Cette relation directe de co-présence s'explique d'après Perry par le fait que la « différence entre le sujet et l'objet de la conscience (ou de la connaissance) n'est pas une différence de qualité ou de substance, mais une différence de rôle ou de place dans une configuration ».
C'est la thèse de la « présentativité » de la connaissance qui différencie essentiellement le néoréalisme du  réalisme critique, défendu en particulier par Charles Strong et Arthur Lovejoy à la même époque. Contrairement au néoréaliste, le réaliste critique distingue les objets physiques d'une part, et la « représentation » que nous en avons dans le champ de la conscience d'autre part.